# Prasinocyma pavlitzkiae
Prasinocyma pavlitzkiae là một loài bướm đêm trong họ Geometridae.